# La Historia (álbum de Menudo)
La Historia é um álbum de compilação da boy band porto-riquenha Menudo, lançado em 10 de julho de 2007 pela gravadora Sony Music. O álbum reúne uma seleção de sucessos que marcaram a trajetória do grupo, interpretados por diferentes membros ao longo das diversas formações que compuseram o quinteto.
A compilação inclui canções originalmente presentes em nove álbuns da discografia do Menudo, lançados entre 1979 e 1985. Entre eles estão: Chiquitita (1979), Fuego (1981), Quiero ser (1981), Una aventura llamada Menudo (1982), Por amor (1982), A todo rock (1983), Evolución (1984), Ayer y hoy (1985) e Menudo (1985).
Um álbum de vídeo foi lançado em formato DVD, oferecendo diferentes versões e conteúdos para o público. A versão completa do DVD inclui 12 faixas, compostas por videoclipes e apresentações ao vivo. Já uma versão alternativa, mais compacta, contém apenas 6 vídeos. Além disso, foi disponibilizada uma edição condensada em formato CD+DVD, que reúne um CD com 16 canções e um DVD contendo os mesmos 6 vídeos.

## Desempenho comercial
No México, o álbum apareceu na lista da Asociación Mexicana de Productores de Fonogramas y Videogramas (AMPROFON) de álbuns mais vendidos da semana, estreando na posição de número sessenta e dois, na 26ª semana de 2007. Atingiu o pico na trigésima terceira semana de 2007, na posição de número dezesseis. Sua última aparição na lista foi na 39ª semana, do mesmo ano, na posição de número oitenta e outo, em suma, passou quatorze semanas entre os mais vendidos em terras mexicanas.
Nos Estados Unidos, apareceu na tabela Billboard 200 a terceira e última vez que o Menudo apareceu na lista com um de seus álbuns, as outras duas foram com os álbuns: Reaching Out, de 1984, e Menudo, de 1985. Na Billboard Top Latin Albums teve como pico a posição de número 10, a melhor da carreira fonográfica do quinteto. Na parada Latin Pop Albums, atingiu pico na posição de número 4, o segundo melhor desempenho do grupo nessa lista musical.

## Recepção crítica
| Críticas profissionais | Críticas profissionais |
| Avaliações da crítica  | Avaliações da crítica  |
| Fonte                  | Avaliação              |
| ---------------------- | ---------------------- |
| AllMusic               | Favorável              |

Em relação as resenhas dos críticos especializados em música, Rovi, do site AllMusic, destacou que, para ouvintes mais sofisticados, o grupo pode ser mais interessante como fenômeno cultural do que por sua música. No entanto, o álbum La Historia apresenta ambos os aspectos do sucesso do grupo, mostrando sua evolução desde o final dos anos 1970 até os anos 2000. Ele ressaltou que o som do grupo mudou ao longo do tempo, com influências do synth-pop nos anos 1980 e elementos de urban contemporary no final dos anos 1990. Segundo o crítico, para quem deseja revisitar os hits do Menudo ou compreender sua relevância como um fenômeno cultural único, a compilação oferece um panorama completo.

## Lista de faixas
- Créditos adaptados do CD La Historia, de 2007,[8] de seu relançamento, de 2013,[9] e do DVD, também de 2007.[10]

| N.º | Título                   | Compositor(es)                                               | Álbum original (lançamento)        | Duração |  |
| 1.  | "Chiquitita"             | J. Anderson, Buddy Mary McCluskey, Bjorn Ulvaeus             | Chiquitita (1979)                  | 5:03    |  |
| 2.  | "Ella ¡ah! ¡ah!"         | G. Escolar, H. Herrero, Julio Seijas Cabezuelo, Vander Music | Chiquitita (1979)                  | 2:25    |  |
| 3.  | "Fuego"                  | Leyda E. Colon                                               | Fuego (1981)                       | 3:01    |  |
| 4.  | "Claridad"               | Umberto Tozzi                                                | Quiero ser (1981)                  | 4:10    |  |
| 5.  | "Mi banda toca rock"     | Ivano Fossati                                                | Quiero ser (1981)                  | 2:56    |  |
| 6.  | "Súbete a mi moto"       | E. Diaz, A. Monroy                                           | Quiero ser (1981)                  | 3:02    |  |
| 7.  | "Quiero Rock"            | A. Monroy, Julio Seijas Cabezuelo, C. Villa                  | Por amor (19812)                   | 3:28    |  |
| 8.  | "Y yo no bailo"          | A. Monroy, Julio Seijas Cabezuelo, C. Villa                  | Por amor (1982)                    | 2:42    |  |
| 9.  | "Es por amor"            | Julio Seijas Cabezuelo, C. Villa                             | Por amor (1982)                    | 3:50    |  |
| 10. | "Lluvia"                 | E. Diaz, A. Monroy, C. Villa                                 | Una aventura llamada Menudo (1982) | 3:06    |  |
| 11. | "Cámbiale las pilas"     | A. Monroy, C. Villa                                          | Una aventura llamada Menudo (1982) | 3:29    |  |
| 12. | "A volar"                | E. Diaz, A. Monroy, C. Villa                                 | Una aventura llamada Menudo (1982) | 4:13    |  |
| 13. | "Quiero ser"             | E. Diaz, Pepe Luis Soto                                      | Quiero ser (1981)                  | 3:26    |  |
| 14. | "No te reprimas"         | E. Diaz, A. Monroy, C. Villa                                 | A todo rock (1983)                 | 3:01    |  |
| 15. | "Si tú no estás"         | E. Diaz, A. Monroy, C. Villa                                 | A todo rock (1983)                 | 4:28    |  |
| 16. | "Chicle de amor"         | A. Monroy, C. Villa                                          | A todo rock (1983)                 | 2:43    |  |
| 17. | "Sabes a chocolate"      | A. Monroy, C. Villa                                          | Evolución (1984)                   | 4:14    |  |
| 18. | "La fiesta va a empezar" | A. Monroy, C. Villa                                          | Ayer y hoy (1985)                  | 4:19    |  |
| 19. | "En San Juan me enamoré" | A. Monroy, Julio Seijas Cabezuelo, C. Villa                  | Ayer y hoy (1985)                  | 2:50    |  |
| 20. | "Hold Me"                | Howe Rice                                                    | Menudo (1985)                      | 4:15    |  |

| DVD La historia |                          |                                                               |         |  |
| N.º             | Título                   | Compositor(es)                                                | Duração |  |
| 1.              | "No te reprimas"         | Alejandro Monroy Fernández                                    |         |  |
| 2.              | "Si tú no estás"         | Alejandro Monroy Fernández                                    |         |  |
| 3.              | "Claridad"               | M. Fabrizio, Dario Villa De La Torre                          |         |  |
| 4.              | "Piel de manzana"        | Alejandro Monroy Fernández                                    |         |  |
| 5.              | "Chicle de amor"         | Desmond Forrest, Mike Brassard                                |         |  |
| 6.              | "Mi banda toca rock"     | Alejandro Monroy Fernández                                    |         |  |
| 7.              | "Súbete a mi moto"       | I.M. Brown, S.H. Dorn                                         |         |  |
| 8.              | "Like a Cannonball"      | I.M. Brown, S.H. Dorn                                         |         |  |
| 9.              | "Sabes a chocolate"      | Alejandro Monroy Fernández                                    |         |  |
| 10.             | "En San Juan me enamoré" | Alejandro Monroy Fernández, Dario Villa De La Torre           |         |  |
| 11.             | "Please Be Good To Me"   | Alejandro Monroy Fernández, M. Pagan, Dario Villa De La Torre |         |  |
| 12.             | "Agua de limón"          | Alejandro Monroy Fernández                                    |         |  |

| Relançamento de 2013 (CD) |                          |                                                              |                                    |         |  |
| N.º                       | Título                   | Compositor(es)                                               | Álbum original                     | Duração |  |
| 1.                        | "Chiquitita"             | J. Anderson, Buddy Mary McCluskey, Bjorn Ulvaeus             | Chiquitita (1979)                  | 5:03    |  |
| 2.                        | "Ella ¡ah! ¡ah!"         | G. Escolar, H. Herrero, Julio Seijas Cabezuelo, Vander Music | Chiquitita (1979)                  | 2:25    |  |
| 3.                        | "Lluvia"                 | E. Diaz, A. Monroy, C. Villa                                 | Una aventura llamada Menudo (1982) | 3:06    |  |
| 4.                        | "Súbete a mi moto"       | E. Diaz, A. Monroy                                           | Quiero ser (1981)                  | 3:02    |  |
| 5.                        | "Quiero Rock"            | A. Monroy, Julio Seijas Cabezuelo, C. Villa                  | Por amor (1982)                    | 3:28    |  |
| 6.                        | "Y yo no bailo"          | A. Monroy, Julio Seijas Cabezuelo, C. Villa                  | Por amor (1982)                    | 2:42    |  |
| 7.                        | "Es por amor"            | Julio Seijas Cabezuelo, C. Villa                             | Por amor (1982)                    | 3:50    |  |
| 8.                        | "Cámbiale las pilas"     | A. Monroy, C. Villa                                          | Una aventura llamada Menudo (1982) | 3:29    |  |
| 9.                        | "A volar"                | E. Diaz, A. Monroy, C. Villa                                 | Una aventura llamada Menudo (1982) | 4:13    |  |
| 10.                       | "No te reprimas"         | E. Diaz, A. Monroy, C. Villa                                 | A todo rock (1983)                 | 3:01    |  |
| 11.                       | "Si tú no estás"         | E. Diaz, A. Monroy, C. Villa                                 | A todo rock (1983)                 | 4:28    |  |
| 12.                       | "Quiero ser"             | E. Diaz, Pepe Luis Soto                                      | Quiero ser (1981)                  | 3:26    |  |
| 13.                       | "En San Juan me enamoré" | A. Monroy, Julio Seijas Cabezuelo, C. Villa                  | Ayer y hoy (1985)                  | 2:50    |  |
| 14.                       | "Hold Me"                | Howe Rice                                                    | Menudo (1985)                      | 4:15    |  |

## Tabelas semanais

### Tabelas semanais
| Tabela musical (2007)                       | Melhor posição |
| ------------------------------------------- | -------------- |
| Estados Unidos (Billboard 200)              | 190            |
| Estados Unidos (Billboard Top Latin Albums) | 10             |
| Estados Unidos (Billboard Latin Pop Albums) | 4              |
| México (AMPROFON)                           | 16             |